# مارکوس فریزر
مارکوس فریزر (به انگلیسی: Marcus Fraser)(زاده 26 ژوئیه 1978) بازیکن گلف حرفه ای استرالیا است که در تورهای اروپا، تور PGA تور استرالیا و تور آسیا بازی می‌کند.